# 가동초등학교
가동초등학교는 대한민국 부산광역시 기장군에 있는 공립 초등학교이다.

## 학교 연혁
- 2015년 5월 1일 : 개교 (정관초등학교 학급 축소)

## 참고 자료
- 가동초등학교 - 한국교육학술정보원 학교알리미